# شارل أوغستان دي كولوم
شارل أوغستان دي كولوم (14 يونيو 1736- 23 أغسطس 1806) (Charles-Augustin de Coulomb) هو فيزيائي فرنسي اكتشف القانون الذي يحمل اسمه (قانون كولوم) والمتعلق بالقوى الفاعلة بين الجسيمات المشحونة. كما سميت وحدة قياس الشحنة الكهربية باسمه (كولوم).
اسهم كولوم إسهاماً علمياً في مجال الكهروسكونية والمغناطيسية.
فقد اخترع ميزاناً آلياً وصمم بوصلة تعتمد على مبدأ الي كما قدم برهان لقانون التربيع العكسي للقوة الكهروسكونية الذي أصبح اسمه فيما بعد قانون كولوم في الكهروسكونية وتخليداً وتعظيماً له أطلق اسمه على وحدة الشحنات الكهربائية.
قانون كولوم: «تؤثر شحنتان نقطيتان ساكنتان ببعضهما في الخلاء بقوتين متعاكستين محمولتين على الخط الواصل بينهما شدتهما المشتركة تتناسب طردياً مع القيمتين المطلقتين لكل منهما، وعكسياً مع مربع المسافة بينهما».
واوضح كولوم قوانين جذب ونفور بين الكهربائية والمغناطيسية.

## روابط خارجية
- شارل أوغستان دي كولوم على موقع الموسوعة البريطانية (الإنجليزية)
- شارل أوغستان دي كولوم على موقع إن إن دي بي (الإنجليزية)